# 維什內瓦
49°29′32″N 37°6′17″E / 49.49222°N 37.10472°E
維什內瓦（烏克蘭語：Вишнева）是位於烏克蘭東部的村莊，由哈爾科夫州伊久姆區的薩溫齊市鎮負責管轄。該村始建於1630年，面積1.91平方公里，海拔高度134米，2001年人口641，人口密度每平方公里335.6人。